# Sooners de l'Oklahoma (football américain)
Pour le club omnisports, voir Sooners de l'Oklahoma.
Stade
Maillots
Champion 1949, 1950, 1953, 1955, 1956, 1974, 1975, 1985, 2000
Saison en cours
Le programme de football américain des Sooners de l'Oklahoma représente l'université de l'Oklahoma située à Norman dans l'Oklahoma au sein de la NCAA Division I Football Bowl Subdivision (FBS).

## Descriptif en début de saison 2025
- Couleurs :   (rouge pourpre et cème)

- Surnom : Tigers

- Dirigeants :
  - Directeur sportif : Joe Castiglione
  - Entraîneur principal : Brent Venables, 4e saison, 22–17 (56,4 %)

- Stade :
  - Nom : Gaylord Family Oklahoma Memorial Stadium
  - Capacité : 86 112
  - Surface de jeu : Gazon naturelle
  - Lieu :  Norman, Oklahoma

- Conférence :
  - Actuelle : Southeastern Conference (depuis 2024)
  - Anciennes :
    - Big 12 (1996–2023)
    - Big Eight (1920–1995)
    - Southwest (1915–1919)
    - Indépendants (1895–1914)

- Bilan des matchs :
  - Victoires : 950 (72,3 %)
  - Défaites : 348
  - Nuls : 53

- Bilan des Bowls :
  - Victoires : 31 (54,3 %)
  - Défaites : 26
  - Nul : 1

- College Football Playoff :
  - Apparitions : 4 (2015, 2017, 2018 , 2019)
  - Bilan : 0-4
  - Apparitions en College Football Championship Game : 0

- Titres :
  - Titres nationaux non réclamés : 10 (1915, 1949, 1953, 1957, 1967, 1973, 1978, 1980, 1986, 2003)
  - Titres nationaux : 7 (1950, 1955, 1956, 1974, 1975, 1985, 2000)
  - Titres de conférence : 50[1]
  - Titres de la division South de la Big 12 : 8

- Joueurs :
  - Meilleures statistiques individuelles de l'histoire des Sooners (en).
  - Vainqueurs du Trophée Heisman : 7
  - Sélectionnés All-American : 35 à l'unanimité, 82 par consensus et 167 sélectionnés dans la 1re équipe All-America[2]

- Hymne : Boomer Sooner (en)
- Mascotte : Sooner Schooner (en)
- Fanfare : The Pride of Oklahoma Marching Band (en)

- Rivalités :
  - Actuelles :
    - Nebraska (rivalité (en))
    - Oklahoma State (rivalité)
    - Texas (rivalité (en))

## Palmarès
(dernière mise à jour en fin de saison 2024)

### Titres de champion national
Les Sooners de l'Oklahoma ont officiellement remporté 7 titres nationaux reconnus par les plus importants organismes de sondage. Oklahoma a également été classé numéro 1 à dix autres reprises par divers organismes utilisant d'autres paramètres mathématiques de classement.
| Saisons | Entraîneurs        | Organismes de sondage | Bilans (saison régulière) | Bowl        | Adversaire    | Résultat   |
| 1950    | Bud Wilkinson (en) | AP, Berryman, Helms, Litkenhous, UPI Coaches, Williamson | 10 - 1                    | Sugar Bowl  | Kentucky      | P, 70 - 13 |
| 1955    | Bud Wilkinson (en) | AP, Berryman, Billingsley, DeVold, Dunkel, Football Research, FW, Helms, INS, Litkenhous, National Championship Foundation, Poling, Sagarin, Sagarin (ELO-Chess), UPI coaches, Williamson        | 11 - 0                    | Orange Bowl | Maryland      | G, 20 - 06 |
| 1956    | Bud Wilkinson (en) | AP, Billingsley, Boand, DeVold, Dunkel, FW, Helms, INS, Litkenhous, National Championship Foundation, Sagarin, UPI coaches, Williamson                                                           | 10 - 0                    | -           | -             | -          |
| 1974    | Barry Switzer      | AP, Berryman, Billingsley, DeVold, Dunkel, FACT, FB News, Football Research, Helms*, Litkenhous, National Championship Foundation*, Poling, Sagarin, Sagarin (ELO-Chess)                         | 11 - 0                    | -           | -             | -          |
| 1975    | Barry Switzer      | AP, Billingsley, DeVold, Dunkel, FACT*, FB News, Football Research, FW, Helms*, National Championship Foundation*, NFF, Sagarin, Sagarin (ELO-Chess), UPI Coaches                                | 11 - 1                    | Orange Bowl | Michigan      | G, 14 - 06 |
| 1985    | Barry Switzer      | AP, Berryman, Billingsley, DeVold, Dunkel, FACT, FB News, Football Research, FW, National Championship Foundation, NFF, NY Times, Sagarin*, Sporting News, UPI, USA/CNN coaches                  | 11 - 1                    | Orange Bowl | Penn State    | G, 25 - 10 |
| 2000    | Bob Stoops (en)    | AP, Berryman, Billingsley, DeVold, Dunkel, Eck, FACT, FB News, FW, Massey, Matthews, National Championship Foundation, NFF, Sagarin, Sagarin (ELO-Chess), Seattle Times, Sporting News, USA/ESPN | 13 - 0                    | Orange Bowl | Florida State | G, 13 - 02 |

En général, les classements élaborés sur base de formules mathématiques ne décernent pas de titres de champion national officiel mais un titre de champion "non réclamé".  
| Saisons | Entraîneurs        | Organismes de sondage | Bilans (saison régulière) | Bowl                                             | Adversaire    | Résultat   |
| 1915    | Bennie Owen (en)   | Richard Billingsley MOV (en)                                                                                                 | 10 - 0                    | -                                                | -             | -          |
| 1949    | Bud Wilkinson (en) | Football Research (en) | 11 - 0                    | Sugar Bowl                                       | LSU           | G, 35 - 0  |
| 1953    | Bud Wilkinson (en) | Berryman (en), Football Research (en)                                                                                        | 9 - 1 - 1                 | Orange Bowl                                      | Maryland      | G, 70 - 0  |
| 1957    | Bud Wilkinson (en) | Berryman (en) | 10 - 1                    | Orange Bowl                                      | Duke          | G, 48 - 21 |
| 1967    | Chuck Fairbanks    | Richard Poling (en) | 10 - 1                    | Orange Bowl                                      | Tennessee     | G, 26 - 24 |
| 1973    | Barry Switzer      | DeVold (en) , Dunkel (en), Football Research (en), Sagarin (en)                                                              | 10 - 0 - 1                | -                                                | -             | -          |
| 1978    | Barry Switzer      | DeVold (en), Dunkel (en), FACT (en), Bill Schroeder (en),, Litkenhous (en), Matthews (en), Richard Poling (en), Sagarin (en) | 11 - 1                    | Orange Bowl                                      | Nebraska      | G, 31 - 24 |
| 1980    | Barry Switzer      | Dunkel (en), Matthews (en)                                                                                                   | 10 - 2                    | Orange Bowl                                      | Florida State | G, 18 - 17 |
| 1986    | Barry Switzer      | Berryman (en), DeVold (en), Dunkel (en),Football Research (en), The New York Times, Sagarin (en)                             | 11 - 1                    | Orange Bowl                                      | Nebraska      | G, 42 - 08 |
| 2003    | Bob Stoops (en)    | Berryman (en) | 12 - 2                    | Sugar Bowl 2004 (BCS National Championship Game) | LSU           | P, 14 - 21 |
| 2008    | Bob Stoops (en)    | Berryman (en) | 12 - 2                    | BCS National Championship Game 2009              | Florida       | P, 14 - 24 |

### Titres de conférence
Oklahoma a remporté 50 titres de champion de conférence dont 14 consécutivement de 1946 à 1959.
| Saisons | Conférence | Entraîneurs        | Bilans de saison | Bilans en conférence |
| 1915 | Southwest  | Bennie Owen (en)   | 10 - 0           | 3 - 0                |
| 1918 † | Southwest  | Bennie Owen (en)   | 6 - 0            | 2 - 0                |
| 1920 | MVIAA      | Bennie Owen (en)   | 6 - 0 - 1        | 4 - 0 - 1            |
| 1938 | Big 6      | Tom Stidham        | 10 – 1           | 5 – 0                |
| 1943 | Big 6      | Dewey Luster       | 7 – 2            | 5 – 0                |
| 1944 | Big 6      | Dewey Luster       | 6 – 3 – 1        | 4 – 0 – 1            |
| 1946 † | Big 6      | Jim Tatum          | 8 – 3            | 4 – 1                |
| 1947 † | Big 6      | Bud Wilkinson (en) | 7 – 2 – 1        | 4 – 0 – 1            |
| 1948 | Big 7      | Bud Wilkinson (en) | 10 – 1           | 5 – 0                |
| 1949 | Big 7      | Bud Wilkinson (en) | 11 - 0           | 5 - 0                |
| 1950 | Big 7      | Bud Wilkinson (en) | 10 - 1           | 6 - 0                |
| 1951 | Big 7      | Bud Wilkinson (en) | 8 - 2            | 6 - 0                |
| 1952 | Big 7      | Bud Wilkinson (en) | 8 - 1 - 1        | 5 - 0                |
| 1953 | Big 7      | Bud Wilkinson (en) | 9 - 1 - 1        | 6 - 0                |
| 1954 | Big 7      | Bud Wilkinson (en) | 10 - 0           | 6 - 0                |
| 1955 | Big 7      | Bud Wilkinson (en) | 11 - 0           | 6 - 0                |
| 1956 | Big 7      | Bud Wilkinson (en) | 10 - 0           | 6 - 0                |
| 1957 | Big 7      | Bud Wilkinson (en) | 10 - 1           | 6 - 0                |
| 1958 | Big 8      | Bud Wilkinson (en) | 10 - 1           | 6 - 0                |
| 1959 | Big 8      | Bud Wilkinson (en) | 7 - 3            | 5 - 1                |
| 1962 | Big 8      | Bud Wilkinson (en) | 8 - 3            | 7 - 0                |
| 1967 | Big 8      | Chuck Fairbanks    | 10 - 1           | 7 - 0                |
| 1968 † | Big 8      | Chuck Fairbanks    | 7 - 4            | 6 - 1                |
| 1972 ‡ | Big 8      | Chuck Fairbanks    | 11 - 1           | 6 - 1                |
| 1973 | Big 8      | Barry Switzer      | 10 - 0 - 1       | 7 - 0                |
| 1974 | Big 8      | Barry Switzer      | 11 - 0           | 7 - 0                |
| 1975 † | Big 8      | Barry Switzer      | 11 - 1           | 6 - 1                |
| 1976 † | Big 8      | Barry Switzer      | 9 - 2 - 1        | 6 - 1                |
| 1977 | Big 8      | Barry Switzer      | 10 2             | 7 - 0                |
| 1978 † | Big 8      | Barry Switzer      | 11 - 1           | 6 - 0                |
| 1979 | Big 8      | Barry Switzer      | 11 - 1           | 7 - 0                |
| 1980 | Big 8      | Barry Switzer      | 10 - 2           | 7 - 0                |
| 1984 † | Big 8      | Barry Switzer      | 9 - 2 - 1        | 6 - 1                |
| 1985 | Big 8      | Barry Switzer      | 11 - 1           | 7 - 0                |
| 1986 | Big 8      | Barry Switzer      | 11 - 1           | 7 - 0                |
| 1987 | Big 8      | Barry Switzer      | 11 - 1           | 7 - 0                |
| 2000 | Big 12     | Bob Stoops (en)    | 13 - 0           | 8 - 0                |
| 2002 | Big 12     | Bob Stoops (en)    | 12 - 2           | 6 - 2                |
| 2004 | Big 12     | Bob Stoops (en)    | 12 - 1           | 8 - 0                |
| 2006 | Big 12     | Bob Stoops (en)    | 11 - 3           | 7 - 1                |
| 2007 | Big 12     | Bob Stoops (en)    | 11 - 3           | 6 - 2                |
| 2008 | Big 12     | Bob Stoops (en)    | 12 - 2           | 7 - 1                |
| 2010 | Big 12     | Bob Stoops (en)    | 12 - 2           | 6 - 2                |
| 2012 † | Big 12     | Bob Stoops (en)    | 10 - 3           | 8 - 1                |
| 2015 | Big 12     | Bob Stoops (en)    | 11 - 2           | 8 - 1                |
| 2016 | Big 12     | Bob Stoops (en)    | 11 - 2           | 9 - 0                |
| 2017 | Big 12     | Lincoln Riley (en) | 12 - 2           | 8 - 1                |
| 2018 | Big 12     | Lincoln Riley (en) | 12 - 2           | 8 - 1                |
| 2019 | Big 12     | Lincoln Riley (en) | 12 - 1           | 8 - 1                |
| 2020 | Big 12     | Lincoln Riley (en) | 9 - 2            | 6 - 2                |
| Légende : † = co-champions ‡ = Nebraska et Oklahoma réclament le titre de champion en 1972 bien qu'Oklahoma ait perdu 8 matchs de saison régulière et la finale de la conférence Big 8. |            |                    |                  |                      |

### Titres de division
Oklahoma a été membre de la division Sud de la Conférence Big 12 entre 1996 et 2010 avant la fusion de ses deux divisions en 2011.
| Saisons                                                          | Entraîneurs     | Bilans de saison | Bilans en division | Finales de conférence    | Finales de conférence |
| Saisons                                                          | Entraîneurs     | Bilans de saison | Bilans en division | Adversaires              | Résultats             |
| 2000                                                             | Bob Stoops (en) | 13–0             | 8–0                | Wildcats de Kansas State | G, 27–24              |
| 2002 †                                                           | Bob Stoops (en) | 12–2             | 6–2                | Buffaloes du Colorado    | G, 29–7               |
| 2003                                                             | Bob Stoops (en) | 12–2             | 8–0                | Wildcats de Kansas State | P, 70 – 35            |
| 2004                                                             | Bob Stoops (en) | 12–1             | 8–0                | Buffaloes du Colorado    | G, 42 – 03            |
| 2006                                                             | Bob Stoops (en) | 11–3             | 7–1                | Cornhuskers du Nebraska  | G, 21 – 07            |
| 2007                                                             | Bob Stoops (en) | 11–3             | 6–2                | Tigers du Missouri       | G, 38 – 17            |
| 2008 †                                                           | Bob Stoops (en) | 12–2             | 7–1                | Tigers du Missouri       | G, 62 – 21            |
| 2010 †                                                           | Bob Stoops (en) | 12–2             | 6–2                | Cornhuskers du Nebraska  | G, 23 – 20            |
| Légende : † signifie qu'Oklahoma partage le titre de sa division |                 |                  |                    |                          |                       |

## Bowls
Fin 2024, Oklahoma a disputé 57 bowls au cours de son histoire.
| * | Match constituant la finale nationale                        |
| 1 | Match constituant une 1/2 finale du College Football Playoff |

| Saisons                                  | Entraîneurs        | Bowls                       | Adversaires           | Résultats  |
| 1938                                     | Tom Stidham (en)   | Orange Bowl                 | Tennessee             | P, 00 - 17 |
| 1946                                     | Jim Tatum (en)     | Gator Bowl                  | NC State              | G, 34 - 12 |
| 1948                                     | Bud Wilkinson (en) | Sugar Bowl                  | North Carolina        | G, 14 - 06 |
| 1949                                     | Bud Wilkinson (en) | Sugar Bowl                  | LSU                   | G, 35 - 0  |
| 1950                                     | Bud Wilkinson (en) | Sugar Bowl                  | Kentucky              | P, 70 - 13 |
| 1953                                     | Bud Wilkinson (en) | Orange Bowl                 | Maryland              | G, 70 - 0  |
| 1955                                     | Bud Wilkinson (en) | Orange Bowl                 | Maryland              | G, 20 - 06 |
| 1957                                     | Bud Wilkinson (en) | Orange Bowl                 | Duke                  | G, 48 - 21 |
| 1958                                     | Bud Wilkinson (en) | Orange Bowl                 | Syracuse              | G, 21 - 06 |
| 1962                                     | Bud Wilkinson (en) | Orange Bowl                 | Alabama               | P, 00 - 17 |
| 1964                                     | Gomer Jones (en)   | Gator Bowl                  | Florida State         | G, 21 - 06 |
| 1967                                     | Chuck Fairbanks    | Orange Bowl                 | Tennessee             | G, 26 - 24 |
| 1968                                     | Chuck Fairbanks    | Astro-Bluebonnet Bowl       | SMU                   | P, 27 - 28 |
| 1970                                     | Chuck Fairbanks    | Astro-Bluebonnet Bowl       | Alabama               | N, 24 - 24 |
| 1971                                     | Chuck Fairbanks    | Sugar Bowl                  | Auburn                | G, 40 - 28 |
| 1972                                     | Chuck Fairbanks    | Sugar Bowl                  | Penn State            | G, 14 - 0  |
| 1975                                     | Barry Switzer      | Orange Bowl                 | Michigan              | G, 14 - 06 |
| 1976                                     | Barry Switzer      | Fiesta Bowl                 | Wyoming               | G, 41 - 07 |
| 1977                                     | Barry Switzer      | Orange Bowl                 | Arkansas              | P, 60 - 31 |
| 1978                                     | Barry Switzer      | Orange Bowl                 | Nebraska              | G, 31 - 24 |
| 1979                                     | Barry Switzer      | Orange Bowl                 | Florida State         | G, 24 - 09 |
| 1980                                     | Barry Switzer      | Orange Bowl                 | Florida State         | G, 18 - 17 |
| 1981                                     | Barry Switzer      | Sun Bowl                    | Houston               | G, 40 - 14 |
| 1982                                     | Barry Switzer      | Fiesta Bowl                 | Arizona State         | P, 21 - 32 |
| 1984                                     | Barry Switzer      | Orange Bowl                 | Washington            | P, 17 - 28 |
| 1985                                     | Barry Switzer      | Orange Bowl                 | Penn State            | G, 25 - 10 |
| 1986                                     | Barry Switzer      | Orange Bowl                 | Arkansas              | G, 42 - 08 |
| 1987                                     | Barry Switzer      | Orange Bowl                 | Miami                 | P, 14 - 20 |
| 1988                                     | Barry Switzer      | Citrus Bowl                 | Clemson               | P, 60 - 13 |
| 1991                                     | Gary Gibbs (en)    | Gator Bowl                  | Virginia              | G, 48 - 14 |
| 1993                                     | Gary Gibbs (en)    | John Hancock Bowl           | Texas Tech            | G, 41 - 10 |
| 1994                                     | Gary Gibbs (en)    | Copper Bowl                 | BYU                   | P, 60 - 31 |
| 1999                                     | Bob Stoops (en)    | Independence Bowl           | Ole Miss              | P, 25 - 27 |
| 2000                                     | Bob Stoops (en)    | Orange Bowl *               | Florida State         | G, 13 - 02 |
| 2001                                     | Bob Stoops (en)    | Cotton Bowl                 | Arkansas              | G, 10 - 03 |
| 2002                                     | Bob Stoops (en)    | Rose Bowl                   | Washington State      | G, 34 - 14 |
| 2003                                     | Bob Stoops (en)    | Sugar Bowl *                | LSU                   | P, 14 - 21 |
| 2004                                     | Bob Stoops (en)    | Orange Bowl *               | USC                   | P, 19 - 55 |
| 2005                                     | Bob Stoops (en)    | Holiday Bowl                | Oregon                | G, 17 - 14 |
| 2006                                     | Bob Stoops (en)    | Fiesta Bowl                 | Boise State           | P, 42 - 43 |
| 2007                                     | Bob Stoops (en)    | Fiesta Bowl                 | West Virginia         | P, 28 - 48 |
| 2008                                     | Bob Stoops (en)    | BCS National Championship * | Florida               | P, 14 - 24 |
| 2009                                     | Bob Stoops (en)    | Sun Bowl                    | Stanford              | G, 31 - 27 |
| 2010                                     | Bob Stoops (en)    | Fiesta Bowl                 | Connecticut           | G, 48 - 20 |
| 2011                                     | Bob Stoops (en)    | Insight Bowl                | Iowa                  | G, 31 - 14 |
| 2012                                     | Bob Stoops (en)    | Cotton Bowl                 | Texas A&M             | P, 13 - 41 |
| 2013                                     | Bob Stoops (en)    | Sugar Bowl                  | Alabama               | G, 45 - 31 |
| 2014                                     | Bob Stoops (en)    | Russell Athletic Bowl       | Clemson               | P, 60 - 40 |
| 2015                                     | Bob Stoops (en)    | Orange Bowl 1               | Clemson               | P, 70 - 37 |
| 2016                                     | Bob Stoops (en)    | Sugar Bowl                  | Auburn                | G, 35 - 19 |
| 2017                                     | Lincoln Riley (en) | Rose Bowl 1                 | Georgia               | P, 482ET54 |
| 2018                                     | Lincoln Riley (en) | Orange Bowl 1               | Alabama               | P, 34 - 45 |
| 2019                                     | Lincoln Riley (en) | Peach Bowl 1                | LSU                   | P, 28 - 63 |
| 2020                                     | Lincoln Riley (en) | Cotton Bowl                 | Florida               | G, 55 - 20 |
| 2021                                     | Bob Stoops         | Alamo Bowl                  | Oregon                | G, 47 - 32 |
| 2022                                     | Brent Venables     | Cheez-It Bowl               | Florida State         | P, 32 - 35 |
| 2023                                     | Brent Venables     | Alamo Bowl                  | Arizona               | P, 24 - 38 |
| 2024                                     | Brent Venables     | Armed Forces Bowl           | Midshipmen de la Navy | P, 20 - 21 |
| Bilan : 31 victoires, 26 défaites, 1 nul |                    |                             |                       |            |

## Les entraîneurs
Liste et bilans des entraîneurs principaux d'Oklahoma (en)
L'équipe a été dirigée par 23 entraîneurs principaux différents depuis le début de l'histoire des Sooners en 1895. C'est Brent Venables (en), engagé le 5 décembre 2021 en remplacement de Lincoln Riley (en), qui la dirige actuellement (2e saison). 
Les Sooners ont joué plus de 1 100 matchs au cours des 96 saisons disputées et neuf entraîneurs ont permis aux Sooners de participer à un bowl d'après-saison régulière : Tom Stidham, Jim Tatum, Bud Wilkinson, Gomer Jones, Chuck Fairbanks, Barry Switzer, Gary Gibbs, Bob Stoops et Lincoln Riley. 
Neufs entraîneurs principaux ont remporté le titre de champions de la conférence Big 12 : Bennie Owen, Stidham, Dewey Luster, Tatum, Wilkinson, Fairbanks, Switzer, Stoops et Riley. Owen est celui qui a dirigé le plus de matchs et le plus de saisons et Switzer, celui qui a le meilleur pourcentage de victoires. Bob Stoops a remporté le plus de victoires avec l'équipe. 
John Harts est le pire entraîneur principal au niveau du pourcentage de victoires (o %) puisqu'il a perdu le seul match qui a dirigé. John Blake possède le second plus mauvais pourcentage de victoires (35,3 %).
Owen, Lawrence Jones, Tatum, Wilkinson et Switzer sont les entraîneurs principaux de Sooners à avoir été intronisés au College Football Hall of Fame. 
Wilkinson, Switzer et Stoops ont été désignés meilleurs entraîneurs nationaux (National Coach of the Year) à l'issue d'au moins une saison à la tête des Sooners.

## Récompenses individuelles

### Trophée Heisman
Sept joueurs d'Oklahoma ont remporté le trophée Heisman (fond jaune dans le tableau) et six autres furent des finalistes. Kyler Murray en est le plus récent vainqueur.
| Saison | Joueur             | Position     | Points | Notes  |
| ------ | ------------------ | ------------ | ------ | ------ |
| 1952   | Billy Vessels (en) | Halfback     | 525    | [ 16 ] |
| 1954   | Kurt Burris (en)   | Center       | 838    | [ 16 ] |
| 1969   | Steve Owens (en)   | Running back | 1 488  | [ 16 ] |
| 1972   | Greg Pruitt (en)   | Running back | 966    | [ 16 ] |
| 1978   | Billy Sims         | Running back | 827    | [ 16 ] |
| 1979   | Billy Sims         | Running back | 773    | [ 16 ] |
| 2000   | Josh Heupel (en)   | Quarterback  | 1 552  | [ 16 ] |
| 2003   | Jason White        | Quarterback  | 1 481  | [ 17 ] |
| 2004   | Adrian Peterson    | Running back | 997    | [ 18 ] |
| 2008   | Sam Bradford       | Quarterback  | 1 726  | [ 19 ] |
| 2017   | Baker Mayfield     | Quarterback  | 2 398  | [ 20 ] |
| 2018   | Kyler Murray       | Quarterback  | 2 167  | [ 21 ] |
| 2019   | Jalen Hurts        | Quarterback  | 762    | [ 22 ] |

### Autres trophées
| - Trophée Outland - Jim Weatherall (en) – T (1951) - J.D. Roberts (en) – G (1953) - Lee Roy Selmon – DT (1975) - Greg Roberts (en) – G (1978) - Jammal Brown (en) – OT (2004) - Sporting News College Football Player of the Year - Billy Vessels (en) – HB (1952) - Tommy McDonald – HB (1956) - Steve Owens (en) – HB (1969) - Billy Sims – HB (1978) - Jason White – QB (2003) - Sam Bradford – QB (2008) - Baker Mayfield – QB (2015) - Maxwell Award - Tommy McDonald – HB (1956) - Jason White – QB (2004) - Baker Mayfield – QB (2017) - Walter Camp Award - 1969 \|\| Steve Owens – HB (1969) - Billy Sims – HB (1978) - Josh Heupel (en) – QB (2000) - Baker Mayfield – QB (2017) | - Lombardi Award - Lee Roy Selmon – DT (1975) - Tony Casillas – NG (1985) - Tommie Harris (en) – DT (2003) - Dick Butkus Award - Brian Bosworth (en) (1985) - Brian Bosworth (1986) - Rocky Calmus (en) (2001) - Teddy Lehman (en) (2003) - Jim Thorpe Award - Rickey Dixon – DB (1987) - Roy Williams – S (2000) - Derrick Strait (en) – CB (2003) - AP College Football Player of the Year Award - Josh Heupel – QB (2000) - Jason White – QB (2003) - Sam Bradford – QB (2008) - Baker Mayfield – QB (2017) - Kyler Murray – QB (2018) - Bronko Nagurski Trophy - Roy Williams – S (2001) - Derrick Strait – CB (2003) | - Chuck Bednarik Award - Teddy Lehman – LB (2003) - Davey O'Brien Award - Jason White (2003) - Jason White (2004) - Sam Bradford (2008) - Baker Mayfield (2017) - Kyler Murray (2018) - Johnny Unitas Golden Arm Award - Jason White (2004) - Burlsworth Trophy - Baker Mayfield – QB (2015) - Baker Mayfield – QB (2016) - Fred Biletnikoff Award - Dede Westbrook (en) (2016) - John Mackey Award( - Mark Andrews (2017) |

### College Football Hall of Fame
Oklahoma compte 29 intronisés au College Football Hall of Fame (Temple de la renommée du football américain universitaire) (23 joueurs et 6 entraîneurs). Le premier a été l'entraîneur Bennie Owen, intronisé lors de la première promotion en 1951. Le plus récent est Roy Williams, intronisé en 2022
| Nom            | Poste                       | Saisons   | Année d'intronisation |
| -------------- | --------------------------- | --------- | --------------------- |
| Brian Bosworth | Linebacker                  | 1984–1986 | 2015                  |
| Tom Brahaney   | Centre                      | 1970–1972 | 2007                  |
| Kurt Burris    | Centre                      | 1951–1954 | 2000                  |
| Tony Casillas  | Defensive lineman           | 1982–1985 | 2004                  |
| Rickey Dixon   | Cornerback                  | 1984–1987 | 2019                  |
| Forest Geyer   | Fullback                    | 1913–1915 | 1973                  |
| Keith Jackson  | Tight-end                   | 1984–1987 | 2001                  |
| Biff Jones     | Entraîneur                  | 1934–1936 | 1954                  |
| Tommy McDonald | Wide receiver               | 1954–1956 | 1985                  |
| Bennie Owen    | Entraîneur                  | 1905–1926 | 1951                  |
| Steve Owens    | Running back                | 1967–1969 | 1991                  |
| Jim Owens      | Tight-end                   | 1946–1949 | 1982                  |
| Greg Pruitt    | Running back                | 1970–1972 | 1999                  |
| Claude Reeds   | Fullback                    | 1910–1912 | 1961                  |
| J. D. Roberts  | Offensive guard             | 1951–1953 | 1993                  |
| Rod Shoate     | Linebacker                  | 1972–1974 | 2013                  |
| Barry Switzer  | Entraîneur                  | 1973–1988 | 2001                  |
| Lee Roy Selmon | Defensive end               | 1972–1975 | 1988                  |
| Billy Sims     | Running back                | 1975–1978 | 1995                  |
| Bob Stoops     | Entraîneur                  | 1999–2016 | 2021                  |
| Jim Tatum      | Entraîneur                  | 1946      | 1984                  |
| Clendon Thomas | Running back Defensive back | 1955–1957 | 2011                  |
| Jerry Tubbs    | Centre/Linebacker           | 1954–1956 | 1996                  |
| Billy Vessels  | Running back                | 1950–1952 | 1974                  |
| Jim Weatherall | Offensive tackle            | 1949–1951 | 1992                  |
| Joe Washington | Running back                | 1972–1975 | 2005                  |
| Bud Wilkinson  | Entraîneur                  | 1947–1963 | 1969                  |
| Roy Williams   | Defensive back              | 1999–2001 | 2022                  |
| Waddy Young    | End                         | 1936–1938 | 1986                  |

## Rivalités
| Équipe rivale            | Surnom de la rivalité | Trophée de la rivalité  | Bilan des Sooners | Bilan des Sooners | Bilan des Sooners | Bilan des Sooners | Bilan des Sooners | Premier match | Dernier match |
| ------------------------ | --------------------- | ----------------------- | ----------------- | ----------------- | ----------------- | ----------------- | ----------------- | ------------- | ------------- |
| Équipe rivale            | Surnom de la rivalité | Trophée de la rivalité  | Nb.               | V.                | D.                | N.                | %                 | Premier match | Dernier match |
| Cornhuskers du Nebraska  | -                     | -                       | 088               | 47                | 38                | 3                 | 77,1              | 2012          | 2022          |
| Cowboys d'Oklahoma State | Bedlam Series         | Bedlam Bell             | 118               | 91                | 20                | 7                 | 77,1              | 1904          | 2023          |
| Longhorns du Texas       | Red River Rivalry     | Golden Hat              | 120               | 51                | 64                | 5                 | 44,6              | 1900          | 2024          |
| Tigers du Missouri       | -                     | Tiger–Sooner Peace Pipe | 097               | 67                | 25                | 5                 | 69,1              | 1902          | 2024          |

### Nebraska
La rivalité avec les Cornhuskers du Nebraska (en) a historiquement eu des implications dans les championnats nationaux, le gagnant se qualifiant généralement pour disputer l'Orange Bowl. Les équipes se rencontraient habituellement lors du Thanksgiving.
Pendant la majorité du 20e siècle, Oklahoma et Nebraska étaient membres de la Big 8 Conference où, de 1907 à 1995, elles ont remporté un total cumulé de 77 titres de conférence. Elles ont participé au match surnommé "Game of the Century (en)" en 1971, match perdu par Oklahoma 31 à 35. 
Les deux équipes rejoignent ensuite en 1996 la Big 12 Conference, Nebraska intégrant la North Division tandis qu'Oklahoma intégrait la South Division. Cela met fin aux rencontres annuelles entre les deux équipes lors des saisons 1998 et 1999. Elles se rencontrent en octobre 2000 (victoire d'Oklahoma 31-14) alors que Nebraska et Oklahoma sont classés respectivement premier et troisième au classement provisoire du BCS. Les équipes se rencontrent encore à 7 reprises de 2001 à 2010 mais la série s'arrête avec la finale de conférence 2010 gagnée par Oklahoma 23-20. 
Le programme des équipes prévoit qu'elles devraient à nouveau se rencontrer lors des saisons régulières en 2029 et 2030,.
En fin de saison 2024, Oklahoma mène les statistiques à savoir 47 victoires, 38 défaites et 3 nuls.

### Oklahoma State
La rivalité entre les deux équipes est connue sous le nom de Bedlam Series.
En fin de saison 2024, Oklahoma mène les statistiques avec 91 victoires pour 20 défaites et 7 nuls.

### Texas
Le match de rivalité entre les Sooners et les Longhorns est dénommé le « Red River Rivalry » ou l' « OU–Texas Game ».
Le match se déroule à Dallas à l'occasion de sa foire dénommée le State Fair of Texas. Depuis 1929, il se joue chaque année au Cotton Bowl, stade situé à mi-chemin entre les villes de Norman (Oklahoma) et d'Austin (Texas). Lors des matchs, les fans d'Oklahoma occupent les places situées à partir du milieu de terrain vers le côté sud et ceux de Texas, du milieu de terrain vers le côté nord. 
Au cours du 20e siècle, le match n'était pas une rencontre de conférence dans la majorité des cas puisque Texas a longtemps été membre de la Southwest Conference. En 1996, les deux programmes se retrouvent dans la South Division de la Big 12 Conference. Lors de cette saison, Oklahoma remporte en prolongation le premier match de la série puisqu'en 1995, le match s'était terminé sur un nul. 
En fin de saison 2024, Texas mène la série avec 64 victoires, 51 défaites et 5 nuls.

### Missouri
La rivalité (en) avec les Tigers du Missouri commence en 1902. Les équipes se rencontreront chaque année entre 1910 et 1995. Lors de la création de la Big 12 en 1995, les deux équipes ne sont pas placées dans la même division et ne se sont plus rencontres chaque année. Missouri rejoint ensuite la SEC en 2012 rendant les futurs matchs entre ces deux équipes très incertains.
Depuis 1920, le vainqueur du match remporte le trophée Tiger–Sooner Peace Pipe'. 
Fin de saison 2024, Oklahoma mène les statistiques avec 67 victoires pour 25 défaites et 5 nuls.

## Le stade
Le Gaylord Family Oklahoma Memorial Stadium, également connu sous le sobriquet The Palace on the Prairie, est un stade de football américain de 82 112 places propriété de l'Université de l'Oklahoma et situé sur son campus. Il est de 15e plus grand stade universitaire du pays et le second plus grand de la Big 12. 
Le stade est inauguré en 1925 sous le nom d'Oklahoma Memorial Stadium en hommage aux morts de la Première Guerre mondiale. Cette enceinte comptait à l'origine 500 places. Des travaux augmentent sa capacité de 16 000 places en 1925 et la tribune Est érigée en 1929 porte sa capacité totale à 32 000 places. En 1949, sous l'impulsion de George L. Cross, président de l'université, la capacité du stade est portée à 55 000 places. On ajoute en 1957 des places assises derrière la zone d'en-but sud, portant la capacité du stade à 61 839 places. De nouveaux aménagements effectués en 1975 permettent au stade d'accueillir 71 187 spectateurs puis 75 000 en 1980 avant de redescendre à 72 765 en 1988. Après avoir changé tous les fauteuils du stade en 2002, l'enceinte est encore agrandie en 2003 et 2004 afin d'atteindre la capacité de 83 489 places. Ces travaux sont en partie financés (environ 50 millions de dollars sur les 75 nécessaire) par le propriétaire du journal local The Oklahoman, Christy Gaylord Everest et sa famille. En remerciements, le stade est rebaptisé le Gaylord Family Oklahoma Memorial Stadium. D'autres travaux sont entrepris en 2015 et 2018, faisant passer la capacité du stade à 80 126 spectateurs depuis la saison 2019.
Les Sooners ont régulièrement une moyenne bien supérieure à sa capacité maximale (86 735 pour la saison 2018). La plus large assistance a été enregistrée le 11 novembre 2017 à l'occasion du match contre TCU.
Le terrain est équipé depuis son inauguration doté d'une surface naturelle même si entre 1970 et 1994 elle fut remplacée par une surface artificielle. Après avoir été dénommé le Bennie Owen (l'entraîneur des Sooners entre 1905 et 1926), l'aire de jeu est rebaptisé l'Owen Field.

## Traditions

### Origine du surnom
Le surnom de l'équipe remonte à l'époque de l'installation des premiers colons blancs dans la région de l'actuel Oklahoma. Le gouvernement fédéral établit des lois distribuant les terres amérindiennes et encourageait leur mise en culture. La moitié des terres amérindiennes furent en réalité ouvertes à la colonisation ou achetées par les compagnies de chemin de fer. Une véritable course à la terre (« Land Run » ou « Land Rush » en anglais), en particulier en 1889 (en), commençait selon le principe du « premier arrivé, premier servi ». Ceux qui ne respectaient pas les règles en entrant dans les territoires avant le départ officiel étaient appelés les « sooners ». « Soon » signifiant « tôt » en anglais, les « sooners » sont ceux qui sont arrivés avant ou les premiers. Ce surnom deviendra dès lors celui des habitants de l'Oklahoma,.

### Mascotte
Oklahoma a eu plusieurs mascottes.
La première était un chien errant nommé Mex, trouvé au Mexique pendant la Révolution mexicaine par Mott Keys, un infirmier militaire. dont la compagnie adopta le chien. Son service termine, Keys ramene le chien à Hollis (Oklahoma) en Oklahoma. Holis s'inscrit ensuite à l'université de l'Oklahoma où il emmène son chien. Fort de son expérience d'infirmier militaire, Keys décroche un poste au sein de l'équipe de football américain et une résidence à la fraternité Kappa Sigma. La principale tâche de « Mex » pendant les matchs était d'empêcher les chiens errants de rentrer sur le terrain. Il portait un pull rouge avec un grand « O » sur le côté. Mex attire l'attention nationale en octobre 1924 lorsque l'équipe de football américain de l'Oklahoma perd un match contre l'université Drake. Mex y fut perdu, l'équipe ne le retrouvant pas alors qu'elle montait dans le train pour le retour vers l'Oklahoma. Les médias imputèrent cette défaite à la perte de leur mascotte. Mex est néanmoins retrouvé plus tard par deux diplômés d'Oklahoma et meurt de vieillesse le 30 avril 1928. Le jour de ses funérailles, le campus restera fermé et les cours annulés. Il a été enterré dans un cercueil placé quelque part sous le stade.
N'ayant jamais été mascotte officielle, Little Red (Petit Chaperon Rouge) a commencé à apparaître aux matchs lors de la saison 1953. Il s'agissait d'un Indien portant des collants rouges, un pagne et un bonnet de guerre, et sa dernière représentation fut celle effectuée par le joueur Randy Palmer. En avril 1970, Little Red est banni par le président de l'université, John Herbert Hollomon Jr. Le tribunal étudiant émet également une ordonnance restrictive temporaire pour empêcher Little Red d'apparaître aux matchs des Sooners. Malgré cette ordonnance, Palmer se présente sous les couleurs de « Little Red  » lors du match d'ouverture de la saison 1970, où il est accueilli par les acclamations du public. Lorsque Palmer est sélectionné à la draft 1972 après la saison 1971, personne ne se présente pour le remplacer.
La mascotte de l'Oklahoma est le « Sooner Schooner (en) », un chariot conestoga couvert similaire au principal moyen de transport utilisé par les premiers colons de l'Oklahoma. Il est entretenu et conduit par des membres du RUF/NEKS (en), organisation universitaire exclusivement masculine, avec deux poneys blancs nommés Boomer et Sooner.
En 2005, l'université a également introduit deux mascottes costumées, également nommées Boomer et Sooner, pour les matchs de football américain et les événements où les chariots sont interdits.

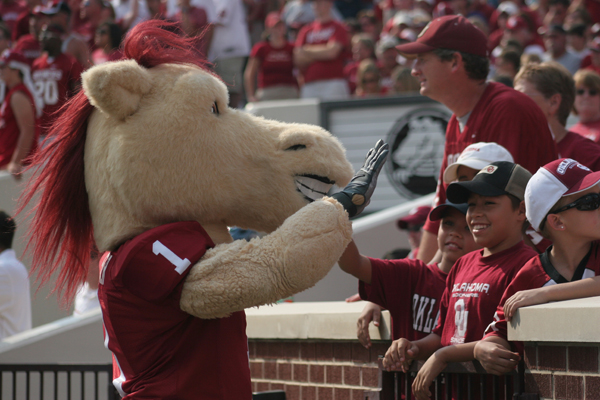
« Sooner », une des deux mascottes costumée d'Oklahoma.
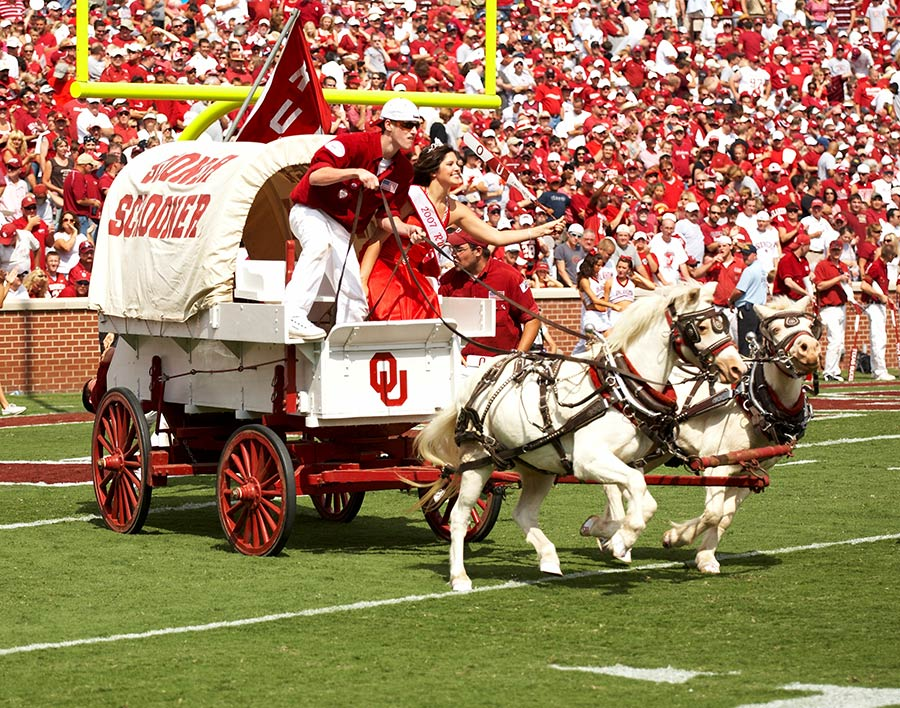
« Boomer » et « Sooner » tirant le « Sooner Schooner (en) en Septembre 2007.
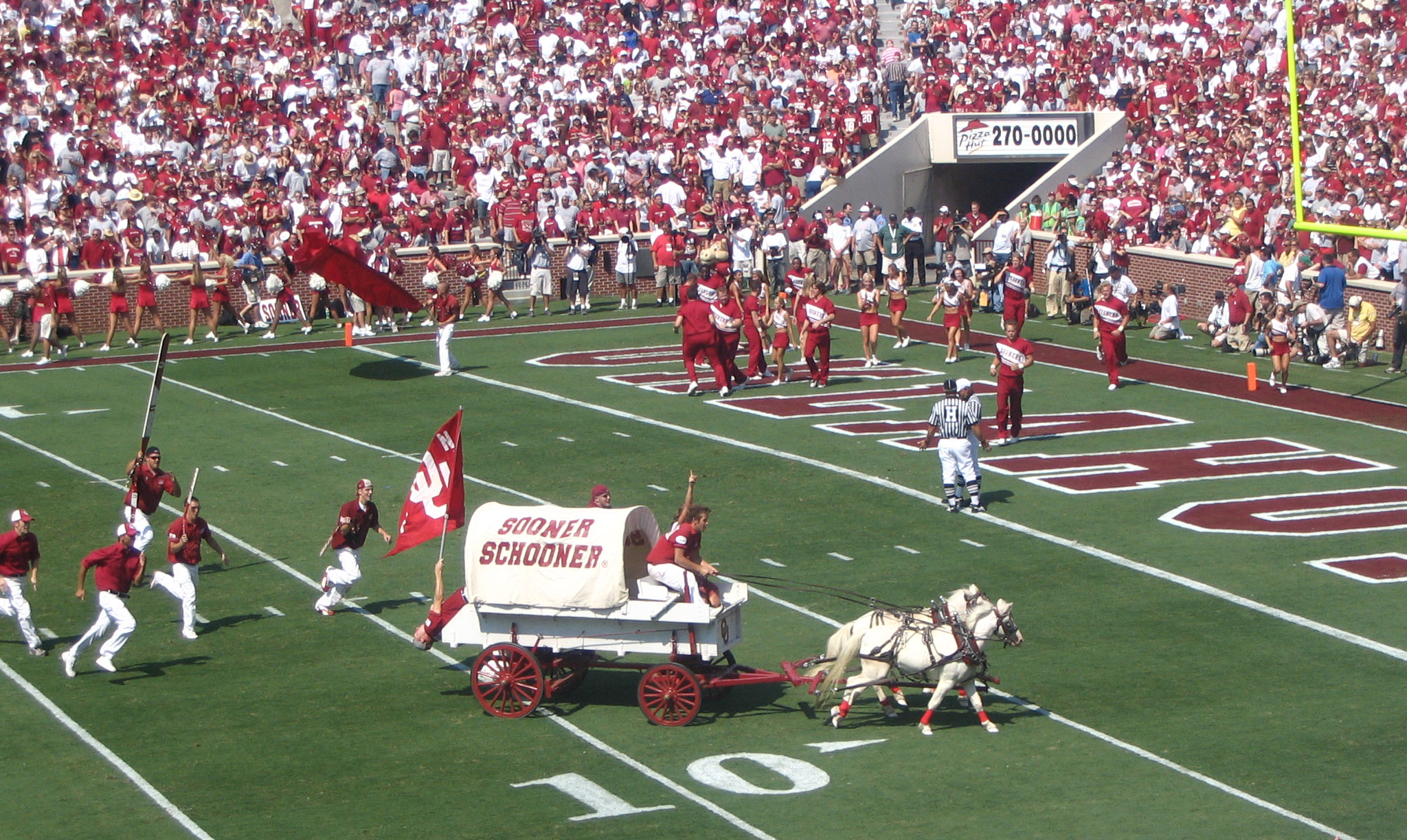
Le « Sooner Schooner (en) » et la RUF/NEKS en septembre 2005.

### Play Like a Champion Today

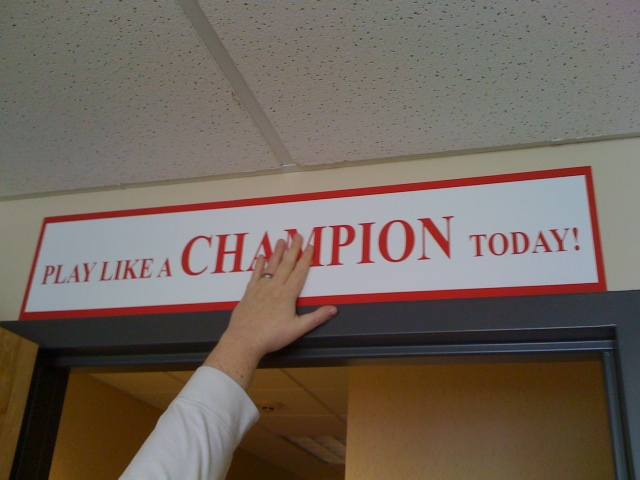
Le panneau Play Like a Champion Today.

« Play Like a Champion Today » (en français, « Joues comme un champion aujourd'hui ») est une devise écrite sur un panneau dans les années 1940 par Bud Wilkinson (en), l'entraîneur de l'équipe de football américain des Sooners, pour inspirer les joueurs à leur arrivée à Owen Field. Cette devise est située au-dessus du tunnel menant au terrain, dans la zone sud du stade rebaptisé Oklahoma Memorial Stadium
Traditionnellement, lors des matchs à domicile, les joueurs et les entraîneurs d'Oklahoma touchent le panneau affiché au-dessus des portes des vestiaires lorsqu'ils entrent dans le tunnel menant au terrain. Pour les matchs à l'extérieur, une version de voyage est affichée par le personnel afin que les joueurs puissent la toucher avant de quitter les vestiaires et se diriger vers le terrain.
Lorsque l'équipe entre sur le terrain, les Sooners courent sous une bannière rouge affichant Play Like a Champion Today, flanquée de drapeaux représentant chacun les sept championnats nationaux remportés par Oklahoma.
Le programme de football américain du Fighting Irish de l'université de Notre Dame a ensuite adopté cette devise et ce depuis au moins la saison 1986, année où l'entraîneur principal Lou Holtz (en) est tombé sur une photo dans un livre sur Notre Dame avec le panneau Play Like a Champion Today. Après avoir interrogé les joueurs et constaté que personne ne se souvenait du panneau et de ce qui lui était arrivé, il en a fait peindre un nouveau et l'a placé dans une cage d'escalier située entre le vestiaire de son équipe et le tunnel menant au stade de Notre Dame. Ce panneau original a été peint par Laurie Wenger à l'automne 1986. Comme pour Oklahoma, les joueurs ont pour tradition de le toucher en sortant des vestiaires. Au-dessus du panneau figure la liste des onze championnats nationaux remportés par Notre Dame. En 1991, l'université Notre Dame a accordé à Wenger les droits marketing exclusifs de cette expression. En 2004, avec le soutien de l'université, le panneau est devenu une marque déposée (Play Like a Champion Today, Inc.. Depuis lors, l'université et PLACT, Inc. concèdent conjointement des licences à des entreprises pour la production de produits co-marqués.

### Hymnes et chant de combat
| Boomer Sooner, Boomer Sooner Boomer Sooner, Boomer Sooner Boomer Sooner, OK U ! Oklahoma, Oklahoma (3x) Oklahoma, OK U ! I'm a Sooner born and Sooner bred and when I die, I'll be Sooner dead Rah Oklahoma, Rah Oklahoma Rah Oklahoma, OK U ! |

| Oklahoma, where the wind comes sweepin' down the plain And the wavin' wheat can sure smell sweet When the wind comes right behind the rain. Oklahoma, Ev'ry night my honey lamb and I Sit alone and talk and watch a hawk Makin' lazy circles in the sky. We know we belong to the land And the land we belong to is grand! And when we say: Ee-ee-ow! A-yip-i-o-ee-ay! We're only sayin', You're doin' fine, Oklahoma! Oklahoma, O-K ! O-K-L-A-H-O-M-A ! |

| We'll march down the field with our heads held high, Determined to win any battle we're in, We'll fight with all our might for the Red and White. March on, march on down the field for a victory is nigh. You know we came to win the game for Oklahoma, And so we will or know the reason why ! We'll march down the field with our heads held high, With ev'ry resource we'll hold to the course, And pledge our heart and soul to reach the goal. March on, march on down the field as we sing the battle cry. Dig in and fight for the Red and White of Oklahoma, So we'll take home a victory or die ! |